# Hofje van Almonde
Het Hofje van Almonde is een van de vier overgebleven hofjes in de stad Delft, in de Nederlandse provincie Zuid-Holland. Ooit telde Delft zeven hofjes. Het Hofje van Almonde ligt enigszins verscholen in de  noord-oosthoek van het Delftse Bagijnhof en is via een poort bereikbaar. Het hofje bestaat uit zeven huizen. Het hofje is een gemeentelijk monument.

## Ontstaan en ontwikkeling
Het hofje werd in 1607 bij testament door Magdalena van Almonde beschikbaar gesteld. Magdalena van Almonde was de jongste dochter van Jan van Almonde, eigenaar van kasteel Altena ten noordwesten van Delft. Het kasteel moest op last van Willem van Oranje in 1572  worden afgebroken. Hiermee maakte men het de Spaanse troepen onmogelijk het gebouw bij een beleg van Delft te gebruiken. Magdalena zal waarschijnlijk toen al een huis aan het Delftse Bagijnhof hebben betrokken. 
Magdalena was katholiek en het Bagijnhof was als katholieke enclave -in het sinds de reformatie protestants geworden Delft- voor haar een ideale plek om te gaan wonen. Zij overleed kinderloos op 4 november 1607 en stichtte bij testament in haar huis een hofje 'ter huisvesting van maagden en dienstmaagden die klein van vermogen zijn, zich nederig gedragen en de huwelijkse staat niet begeren'. 
Het bestuur kwam in handen van regentessen en regenten, steeds familieleden van Magdalena. Aanvankelijk waren het nichten en achternichten met de naam Van der Goes en sinds de achttiende eeuw de graven van d'Oultremont. 
In 1855 is het oude huis vervangen door het nog steeds bestaande rijtje huisjes in een sobere traditioneel-classisistische stijl. Met een muur is het voorterrein van de straat afgescheiden. In 1870 is voor het bestuur en administratie de nu nog steeds bestaande stichting d'Oultremont opgericht. Het hofje is in 1989-1990 gerestaureerd. 
In 2007 heeft de stichting d'Oultremont in de voorgevel van het rijtje huisjes een gevelsteen laten aanbrengen als herinnering aan de stichting van het hofje 400 jaar geleden. In datzelfde jaar is de gevelsteen genomineerd voor de Le Comteprijs, ter verfraaiing van het Delftse stadsbeeld. Bovendien werden aan weerszijden van het toegangspoortje twee kleine gevelstenen aangebracht met de wapenschilden van de families Van der Goes en d'Oultremont. De gevelstenen zijn ontworpen en vervaardigd door de Monickendamse beeldhouwer Herman van Elteren.

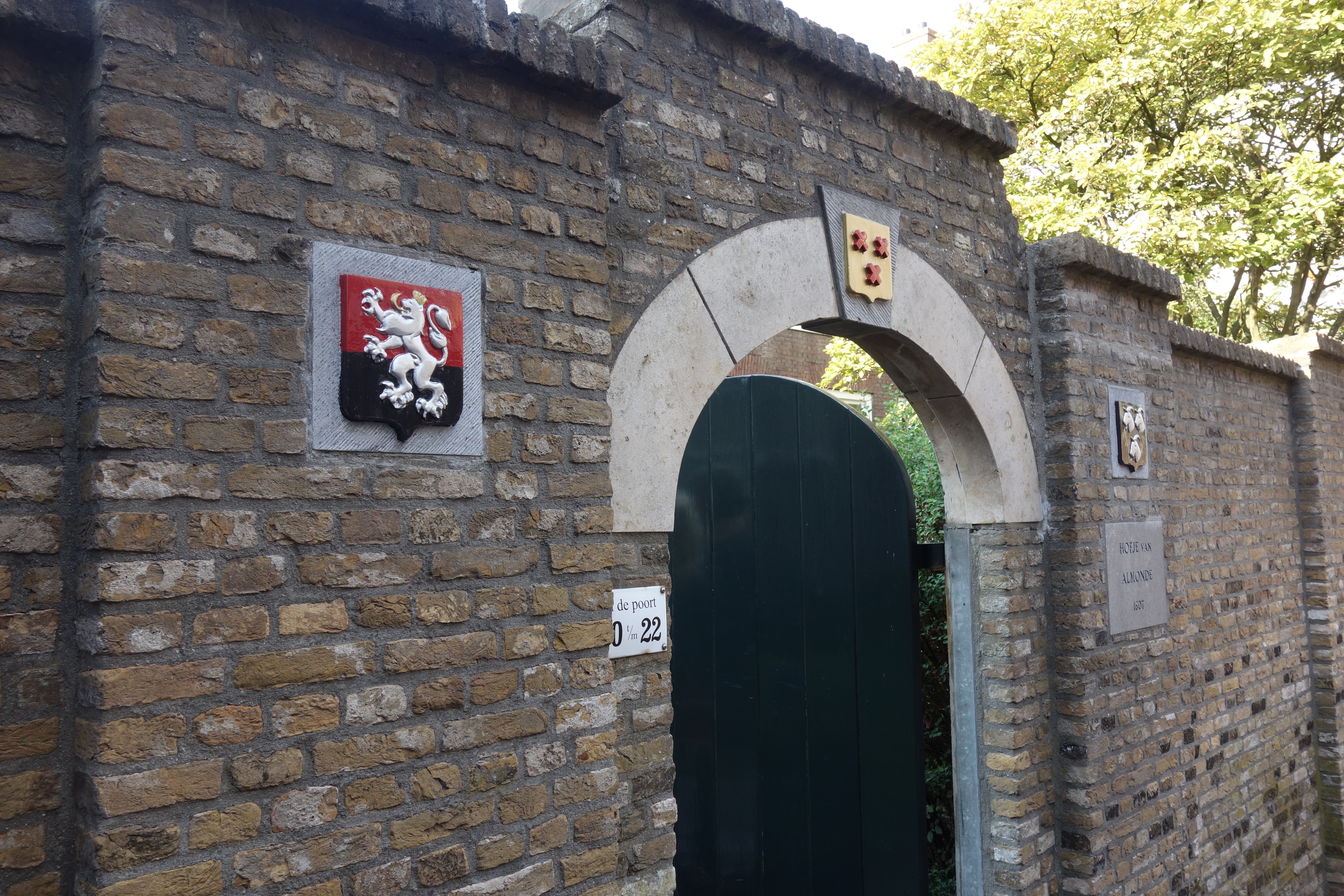
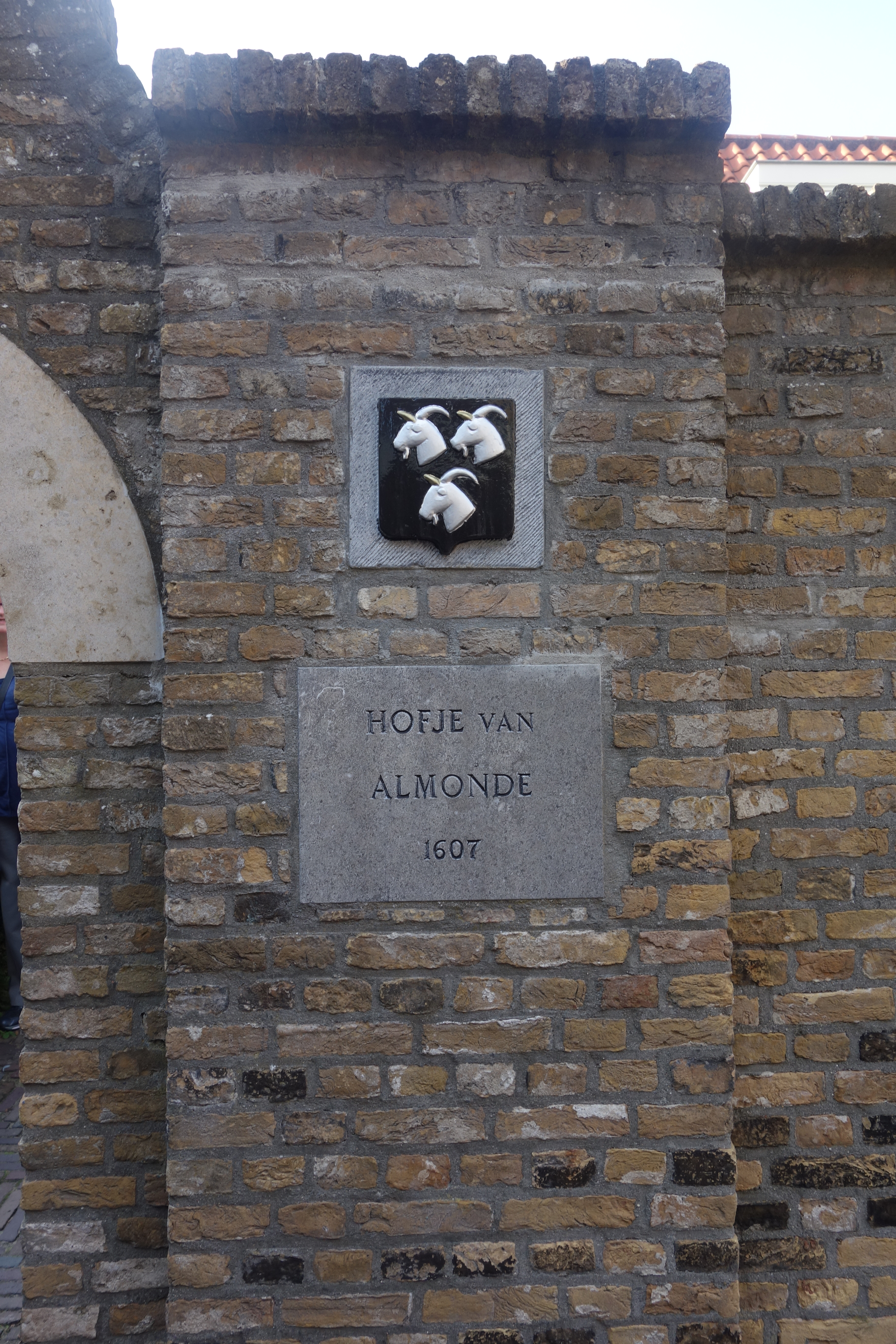
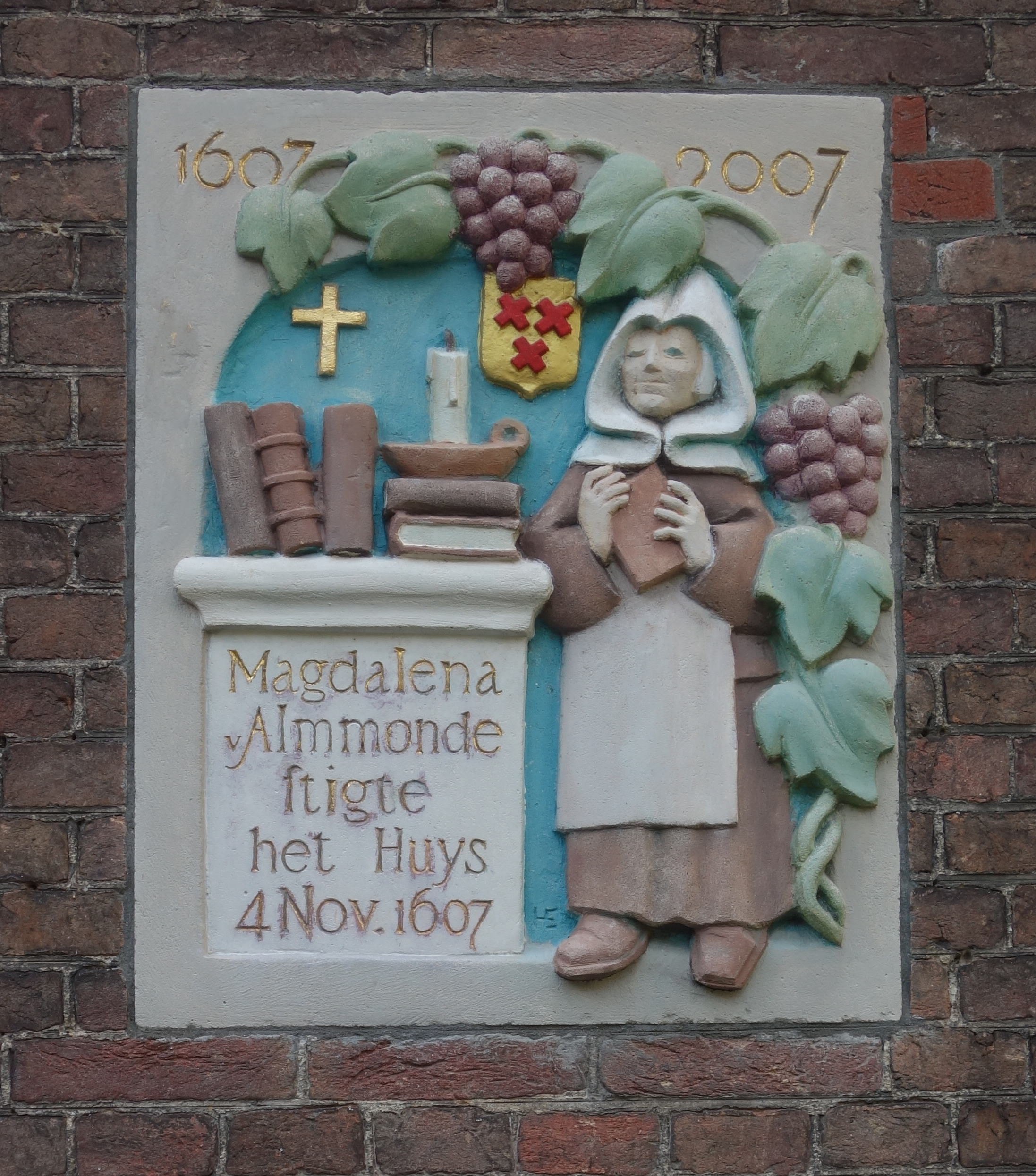